# Gino Coutinho
Gino Coutinho (ur. 5 sierpnia 1982 w Den Bosch) – holenderski piłkarz występujący nas pozycji bramkarza.

## Kariera klubowa
Coutinho profesjonalną karierę rozpoczynał w PSV Eindhoven. W jego barwach zadebiutował 6 maja 2001 w wygranym 3-0 pojedynku z FC Den Bosch. W debiutanckim sezonie 2000/2001 rozegrał w sumie cztery spotkania. Z klubem wywalczył mistrzostwo Holandii oraz Superpuchar Holandii. Z PSV wystąpił także w finale Pucharu Holandii, ale przegrał tam z nim po rzutach karnych 3-4. W następnym sezonie w lidze nie zagrał ani razu. Latem 2002 na cały sezon został wypożyczony do FC Den Bosch. Jednak tam również nie zanotował ani jednego spotkania.
W 2003 roku odszedł do NAC Breda. Pierwszy mecz zaliczył 19 października 2003 przeciwko NEC Nijmegen, wygranym 3-0. Przez cały sezon wystąpił tam w trzech meczach. Po jego zakończeniu podpisał kontrakt z Vitesse Arnhem. W nowym klubie zadebiutował 11 lutego 2006 w przegranym 1-4 spotkaniu z SC Heerenveen. Było to jednak jedyne spotkanie rozegrane przez niego w trakcie dwuletniego pobytu w drużynie ze stadionu Gelredome.
W 2006 roku odszedł do drugoligowego FC Den Bosch, którego zawodnikiem był już w sezonie 2002/2003. Pierwszy występ zanotował tam 11 sierpnia 2006 w wygranym 2-0 pojedynku ze Stormvogels Telstar. W sumie w Den Bosch grał przez dwa lata. Rozegrał tam łącznie 14 spotkań.
W 2008 roku podpisał kontrakt z pierwszoligowym ADO Den Haag. W 2014 roku przeszedł do Excelsioru, a w 2015 do AZ Alkmaar. W 2018 roku odszedł do NEC Nijmegen. W latach 2019–2021 grał w klubie Sparta Nijkerk, w którym zakończył karierę.

## Kariera reprezentacyjna
Coutinho jest byłym reprezentantem Holandii U-21. Był uczestnikiem Mistrzostw Świata U-20 w 2001 roku, z których Holandia odpadła po fazie grupowej.